# Майер, Эрнст Герман
Эрнст Герман Лудимар Ма́йер (нем. Ernst Hermann Ludimar Meyer; 8 декабря 1905, Берлин, Германия — 8 октября 1988, там же) — немецкий композитор и музыковед. Член и вице-президент Академии искусств ГДР.

## Биография
Композицию изучал у Вальтера Хиршберга, Ханса Эйслера, Макса Буттинга и Пауля Хиндемита; музыковедение — у Арнольда Шеринга, Йоханнеса Вольфа, Фридриха Блуме, Эриха Хорнбостеля, Курта Закса и Генриха Бесселера, под руководством которого в 1930 году подготовил докторскую диссертацию «Многоголосная инструментальная музыка XVII века».
С 1929 года связал свою деятельность с рабочим музыкальным движением Германии, присоединившись к молодым композиторам, группировавшимся вокруг Ханса Эйслера.
В 1930—1932 годах был главным редактором журнала «Kampfmusik», руководил рабочими хоровыми кружками, сотрудничал в газете «Rote Fahne».
В 1933 году эмигрировал в Великобританию; здесь им был написан капитальный труд «Английская камерная музыка» (1946).
С 1948 года — в Берлине (ГДР), где был профессором Института музыковедения при Гумбольдтовском университете в Берлине.
Член ЦК СЕПГ с 1963 года. Один из учредителей Академии искусств ГДР; в 1965—1970 годах — вице-президент. С 1968 года — Председатель Союза композиторов и музыковедов ГДР.

## Сочинения
- опера «Рыцарь в ночи» / Reiter der Nacht (по роману «Тропою грома» Питера Абрахамса, 1973, Немецкая государственная опера)
- «Скала» для хора, голосов и оркестра / Die Felswand (1933)
- «Уверенность в победе» для хора, голосов и оркестра / Des Sieges Gewißheit (на стихи Иоганнеса Бехера, 1952)
- «Полёт голубя» для хора, голосов и оркестра / Der Flug der Taube (на стихи Штефана Хермлина, 1952)
- «Песнь для него» для хора, голосов и оркестра / Ein Lied für ihn, 1953)
- «Песнь юности» для хора, голосов и оркестра / Gesang von der Jugend (на стихи Луи Фюрнберга, 1957)
- «Ворота Бухенвальда» для хора, голосов и оркестра / Das Tor von Buchenwald (на стихи Н. Буш, 1959)
- «Хозяин земли» для хора, голосов и оркестра / Der Herr der Erde (на стихи Л. Куба, 1961)
- «Приветственные слова» для хора, голосов и оркестра / Grußworte (1964)
- «Новорождённому» для хора, голосов и оркестра / Dem Neugeborenen (1967)
- «Ленин сказал» для хора, голосов и оркестра / Lenin hat gesprochen (1970)
- симфония (1969)
- симфония для струнных (1947)
- симфонический пролог (1949)
- оратория «Мансфельдская» (1950)
- Serenata Pensierosa (1962)
- музыка для немецких спортивных фестивалей (1956, 1959, 1963)
- 2 сюиты в народном стиле (1960)
- Концертная симфония для фортепиано с оркестром (1961)
- Поэма для альта с оркестром (1962)
- концерт для скрипки с оркестром (1964, посвящён Д. Ф. Ойстраху)
- концерт для арфы с оркестром (1969)

## Литературные сочинения
- English chamber music. — London, 1946 (нем. пер. Die Kammermusik Alt-Englands, Leipzig, 1958).
- Europäische Instrumentalmusik von 1500 bis 1750 // New Oxford History of music… — 1947/59.
- Musik im Zeitgeschehen. — Berlin, 1952.
- Realismus in der Sowjetmusik, «Neue Welt», 1951.
- Aufsätze über Musik. — Berlin, 1957, 1974.
- Musik der Renaissance — Aufklärung — Klassik. — Leipzig, 1973. в рус. пер. — Ганс Эйслер — певец рабочего класса, «Советская музыка». — 1958. — № 7.
- Интонация немецкой народной песни // Избранные статьи музыковедов ГДР. — М., 1960.
- Революционеры в музыке, «Советская музыка». — 1964. — № 10.

## Награды
- 1950 — Национальная премия ГДР
- 1952 — Национальная премия ГДР
- 1963 — Национальная премия ГДР
- 1975 — Национальная премия ГДР